# Merrill Moores

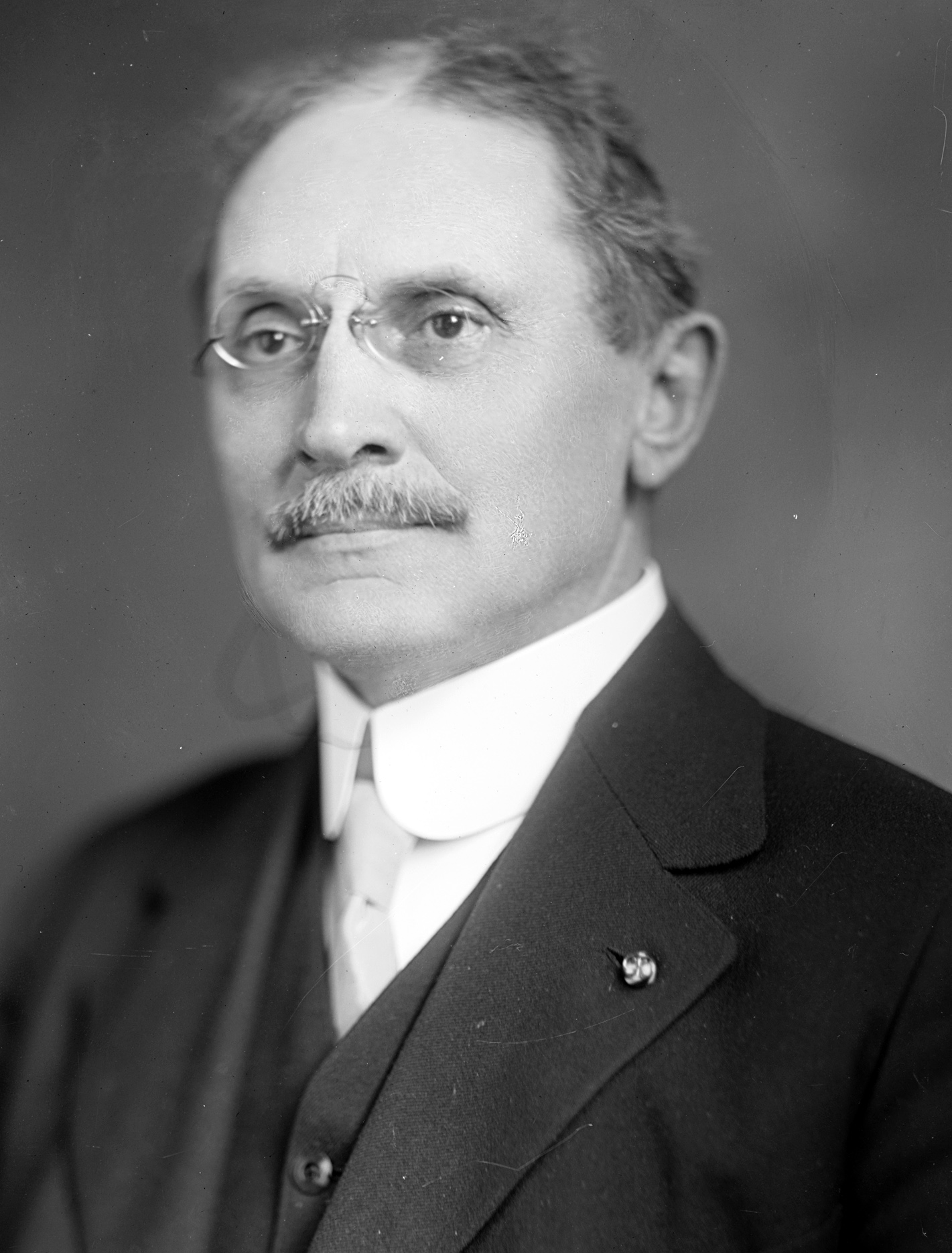
Merrill Moores

Merrill Moores (* 21. April 1856 in Indianapolis, Indiana; † 21. Oktober 1929 ebenda) war ein US-amerikanischer Politiker. Zwischen 1915 und 1925 vertrat er den Bundesstaat Indiana im US-Repräsentantenhaus.

## Werdegang
Merrill Moores besuchte die öffentlichen Schulen seiner Heimat und studierte danach an der Butler University in Indianapolis. Danach setzte er seine Ausbildung an der Willamette University in Salem (Oregon) und dann bis 1878 an der Yale University fort. Nach einem anschließenden Jurastudium an der späteren Indiana Law School und seiner im Jahr 1880 erfolgten Zulassung als Rechtsanwalt begann er in Indianapolis in diesem Beruf zu arbeiten. Im September 1872 machte er eine 9-tägige Wanderung mit John Muir zum Hetch Hetchy Tal, das für die Wasserversorgung von San Francisco im Gespräch war.
Politisch war Moores Mitglied der Republikanischen Partei. Zwischen 1892 und 1896 war er deren Bezirksvorsitzender im Marion County. Zwischen 1894 und 1903 arbeitete er als Assistent für den Attorney General von Indiana. Im Jahr 1908 war er Präsident der Anwaltskammer des Staates Indiana und der Stadt Indianapolis. Von 1909 bis 1925 gehörte er einer Kommission an, die die Gesetze der Einzelstaaten vereinheitlichen sollte. Im Jahr 1919 war Moores auch Mitglied des Vorstands der Interparlamentarischen Union.
Bei den Kongresswahlen des Jahres 1914 wurde Moores im siebten Wahlbezirk von Indiana in das US-Repräsentantenhaus in Washington, D.C. gewählt, wo er am 4. März 1915 die Nachfolge von Charles A. Korbly antrat. Nach vier Wiederwahlen konnte er bis zum 3. März 1925 fünf Legislaturperioden im Kongress absolvieren. In diese Zeit fiel der Erste Weltkrieg. In den Jahren 1919 und 1920 wurden der 18. und der 19. Verfassungszusatz ratifiziert.
1924 wurde Moores von seiner Partei nicht mehr zur Wiederwahl aufgestellt, sondern unterlag in der Vorauswahl Ralph E. Updike, dem Kandidaten des Ku-Klux-Klans. Zwei Jahre später verfehlte er erneut die republikanische Nominierung für die Kongresswahlen und unterlag wiederum Updike. In der Folge praktizierte er wieder als Anwalt in Indianapolis. Außerdem war er Vizepräsident der Firma American Systems and Audit Co. Er starb am 21. Oktober 1929 in Indianapolis.